# Saisons 14 à 18 de Columbo
Chronologie
Saison 13
Les saisons 14 à 18 de Columbo, série télévisée américaine, comportent cinq épisodes diffusés de mai 1995 à janvier 2003, date du dernier épisode de la série. Il s'agit ici de la numérotation originelle des saisons, chacune ne comportant qu'un épisode. Les 5 épisodes sont sortis en DVD sous l'appellation Saison 12.

## Liste des épisodes

### Une étrange association
- États-Unis : ABC, 8 mai 1995
- France : TF1, 12 février 1996

Vincent McEveety
- Durée : 89 minutes

- George Wendt (Graham McVeigh) (VF : Patrick Préjean)
- Jeff Yagher (Teddy McVeigh) (VF : Jérôme Keen)
- Jay Acovone (Bruno Romano) (VF : Michel Mella)
- Linda Gehringer (Lorraine Buchinsky) (VF : Nadine Delanoë)
- Bruce Kirby (Sergent Phil Brindle) (VF : Robert Bazil)
- William Bogert (Randall Thurston) (VF : Claude D'Yd)
- Shani Wallis (Gwen) (VF : Lily Baron)
- Rod Steiger (Vincenzo Fortelli) (VF : Albert Augier)
- John Finnegan (Barney)

- Alors que dans d'autres épisodes Columbo comprend et parle l'italien, dans cet épisode il affirme ne pas le comprendre. Cela dit, étant donné le scénario il s'agit peut-être d'une ruse.
- C'est un chef mafieux qui l'a fait amener de force chez lui. C'est une des rares fois où Columbo est  enlevé en ville par des hommes de main qui roulaient en Lincoln Towncar.
- Au moment du repas avec le chef mafieux à 49 min 45 s, la musique reprend le thème du film Le Parrain.
- Second épisode, depuis Play Back, où Columbo est malade quand il arrive sur le premier lieu du crime. En effet il souffre d'une indigestion, avec risque de nausées, causée par un plat de clams dégusté la veille.

### La Griffe du crime
- États-Unis : ABC, 15 mai 1997
- France : TF1, 7 février 1998

Vincent McEveety
- Durée : 89 minutes

- Shera Danese (Kathleen Calvert) (VF : Annie Balestra)
- David Rasche (Patrick Kinsley) (VF : Gérard Berner)
- Barry Corbin (Clifford Calvert) (VF : Albert Augier)
- Raye Birk (Howard Seltzer) (VF : Pierre Fromont)
- Franklin Cover (Harry Jenkins) (VF : Jacques Berthier)
- Alice Backes (Harriet Jenkins) (VF : Lily Baron)
- John Finnegan (Barney) (VF : Jean Michaud)
- Kymberly S. Newberry (le juge d'instruction) (VF : Emmanuèle Bondeville)
- Will Nye (l'officer Will) (VF : Michel Lasorne)

- Sixième et dernière apparition de Shera Danese, seconde épouse de Peter Falk, dans la série.
- Columbo mentionne pour la première fois son œil de verre. Il le fait à deux reprises : « trois yeux valent mieux qu'un » puis « Qu'est-ce que je vois de mon œil unique ? ».
- Pour confondre les deux complices du crime, Columbo a recours au dilemme du prisonnier.
- C'est la première fois qu'après avoir résolu l'affaire, Columbo explique comment il s'y est pris, non au coupable mais à d'autres protagonistes.
- Columbo fait souvent référence à la rareté et la légalité des cigares cubains dont Clifford Calvert est un grand amateur. En effet, à la suite de l'embargo américain contre Cuba la possession de ce type de produit en provenance de Cuba constituait un délit aux États-Unis.
- Vers 41 min 30 s, Columbo dit à Kinsley qu'en passant l'aspirateur chez lui pour retrouver la boucle d'oreille de sa femme, il a trouvé une pièce de monnaie. Étrange nouvelle liberté des traducteurs puisqu’en VO, il dit avoir trouvé un diamant.

### En grandes pompes
- États-Unis : ABC, 8 octobre 1998
- France : TF1, 13 février 1999

Patrick McGoohan
- Durée : 86 minutes

- Patrick McGoohan (Eric Prince) (VF : Jacques Thébault)
- Sally Kellerman (Liz Houston)
- Rue McClanahan (Verity Chandler) (VF : Michèle Bardollet)
- Richard Riehle (Sergent Degarmo) (VF : William Sabatier)
- Catherine McGoohan (Rita) (VF : Laure Santana)
- Roberta Hanlen (Bartender)
- Ron Masak (Eddie Fenell) (VF : Roger Lumont)

Eric Prince dirige une entreprise de pompes funèbres des plus florissantes et s'occupe de beaucoup de célébrités hollywoodiennes. Verity Chandler est une journaliste à scandale travaillant à la télévision avec qui Prince a rompu sans ménagement une fois cette dernière frappée par la ménopause. Elle se présente un après-midi à un office funèbre où il est présent. Ils vont parler discrètement dans une salle. Elle a obtenu des preuves qu'il s'est rendu coupable du vol d'un collier serti de pierres précieuses appartenant à une vedette richissime dont il a procédé à la crémation il y a plusieurs années. Verity vient déclarer à son ancien compagnon que lors d'une prochaine émission elle rendra public ce qu'elle a découvert.
Prince l’assomme, lui ôte ensuite plusieurs affaires (ses chaussures, son sac à main et ses bijoux) puis la réduit en cendres en utilisant le four crématoire présent dans la pièce. L'urne qui contient ses restes est donnée à la veuve d'un acteur de cinéma, vétéran militaire qui les disperse sur les hauteurs de la ville.
- Quatrième participation de Patrick McGoohan. Un record absolu si l'on tient compte du fait qu'il fut aussi réalisateur de La Montre témoin, mais il était aussi parfois coproducteur de certains des épisodes dans lesquels il apparaissait et si l'on ne tient pas compte aussi des six interprétations de Shera Danese, la propre femme de Peter Falk (quatre interprétations pour Robert Culp, trois pour Jack Cassidy et deux pour George Hamilton et William Shatner ainsi que Robert Vaughn).
- L'une des filles de Patrick McGoohan, Catherine, joue l'assistante de Prince.
- Le chien de Columbo apparaît pour la dernière fois dans cet épisode. Il parvient à être utile à son maître, reniflant et gémissant aux abords d'une porte, comprenant que le jeune chiot s'y trouve et a besoin d'aide. Columbo, pourtant, va mettre du temps à comprendre son comportement, n'ayant pas connaissance de la présence du bouledogue derrière.
- Comme pour l'épisode Symphonie en noir, un animal aimé d'une défunte va être d'une aide précieuse pour le lieutenant afin de détecter une mise en scène.
- Columbo et le meurtrier s'interrogent dans l'épisode sur la signification des initiales SB ; parmi les possibilités, ils évoquent Sandra Bullock mais aussi le nom de Steven Bochco, qui fut le scénariste de six épisodes de la série.
- On remarque un faux raccord au début de l’épisode, lorsque Patrick McGoohan allume le four crématoire pour faire disparaître le corps de sa victime : le gros plan montre une main avec une chemise grise alors que le meurtrier porte à ce moment-là une chemise blanche.
- La dernière réplique de l'épisode, adressée à Patrick McGoohan, It's your funeral, est le titre d'un épisode de la série Le Prisonnier.
- Le titre original de l'épisode, "Ashes to ashes" provient d'une prière anglicane du Livre de la prière commune récitée lors des enterrements : « earth to earth, ashes to ashes, dust to dust » (« de la terre à la terre, de la cendre à la cendre, de la poussière à la poussière »). C'est aussi une chanson de David Bowie[1].

### Meurtre en musique
- États-Unis : ABC, 12 mars 2001
- France : TF1, 12 mai 2000

Patrick McGoohan
- Durée : 86 minutes

- Billy Connolly (VF : Jean Roche) : Findlay Crawford
- Chad Willett (en) (VF : Antoine Doignon) : Gabriel McEnery
- Scott Atkinson (VF : Julien Thomast) : Tony
- Charles Cioffi (VF : Marc Cassot) : Sidney Ritter
- Hillary Danner (VF : Françoise Dasque) : Rebecca
- Richard Riehle (VF : Mostéfa Stiti) : le sergent Degarmo
- Miguel Pérez (VF : Marc Lebel) : Freddie, le vigile (non crédité)

Findlay Crawford, célèbre compositeur de musique de films, a perdu depuis longtemps l'inspiration, et donne le change en employant un jeune talent comme prête-plume. Lorsque ce dernier menace de l'abandonner, il décide de l'assassiner. Pour cela, il met minutieusement au point un plan diabolique qui lui assurera l’impunité totale car, lors de la mort accidentelle de sa victime, il sera face à des centaines de spectateurs en train de diriger son orchestre, ce qui lui fournira un alibi en béton. 
- L'une des filles de Patrick McGoohan, Anne, joue le rôle d'un des deux témoins du meurtre (Martia).
- À la fin de l'épisode, Columbo apprend à jouer quelques notes de la ritournelle avec l'aide de Rebecca.
- Cet épisode a été référencé dans Simpsons ; Le Rap de Bart. Alors que le chef de la police Clancy Wiggum est interrogé sur ses compétences il déclare Je résous sans arrêt ce genre d'affaires. Comme l'affaire du chef d'orchestre qui avait assassiné son violon solo. Remarque de son adjoint : C'était un épisode de Columbo chef. Ils montrent qui est le méchant dès le début de l'épisode. Et Wiggum de répondre Oui mais il faut s'en souvenir.

### Columbo mène la danse
- États-Unis : ABC, 30 janvier 2003
- France : TF1, 22 décembre 2005

Jeffrey Reiner
- Durée : 85 minutes

- Jennifer Sky (VF : Virginie Mery) : Vanessa Farrow
- Carmine Giovinazzo (VF : Sébastien Desjours) : Tony Galper
- Matthew Rhys (VF : Thierry Wermuth) : Justin Price
- John Finnegan (VF : Georges Aubert) : Sean Jarvis
- Jorge Garcia : Julius
- Steve Schirripa (VF : Régis Ivanov) : Freddie
- Julius Carry (VF : Med Hondo) : le sergent
- Patrick Cupo : l'officier Rogers
- Douglas Roberts (VF : Claude Rollet) : Linwood Coben

- Cet épisode est le dernier de la série. Peter Falk est alors âgé de 75 ans.
- Cet ultime épisode présente une nouvelle typographie qui n'avait jamais changé au cours des 68 premiers épisodes, une nouvelle musique (The Crystal Method) et une nouvelle façon de filmer, presque comme le pilote d'une nouvelle série[réf. nécessaire].
- Carmine Giovinazzo qui interprète le rôle de Tony Galper est bien connu des fans de la série Les Experts : Manhattan en tant que Danny Messer.
- Jorge Garcia de la série Lost : Les Disparus fait une apparition en tant que videur de la boîte de nuit.
- À noter également que l'acteur Matthew Rhys fut l'un des deux personnages principaux de la série The Americans.
- Diffusé pour la première fois en prime-time un jeudi soir sur TF1, Columbo mène la danse a été véritablement plébiscité par le public. Ainsi, 9,63 millions de téléspectateurs ont suivi le célèbre lieutenant Columbo dans le milieu branché des boites de nuit, soit 39,3 % de part de marché, dont 42,7 % sur les femmes de moins de 50 ans, se plaçant ainsi parmi les 100 meilleures audiences de l’année[2].
- Rediffusé le dimanche 26 juin 2011, toujours en prime-time, pour rendre hommage à Peter Falk, l'ultime épisode de la série a réuni plus de 5,5 millions de téléspectateurs, pour une part d’audience de 25,6 %, selon les chiffres de Médiamétrie[3].